# Gunnarella florenciae
Gunnarella florenciae är en orkidéart som först beskrevs av Nicolas Hallé, och fick sitt nu gällande namn av Karlheinz Senghas. Gunnarella florenciae ingår i släktet Gunnarella och familjen orkidéer.
Artens utbredningsområde är Nya Kaledonien. Inga underarter finns listade i Catalogue of Life.